# Speed E-shift
De Speed E-shift is een door Harley-Davidson-dealers zelf ontwikkeld voetschakelsysteem. 
Harley zelf wachtte hiermee tot 1955, terwijl het publiek al tien jaar eerder om voetschakeling vroeg. Het systeem bediende ook meteen de koppeling.
Tot de komst van dit systeem werden Harley-Davidson motorfietsen geschakeld met een schakelpook naast de brandstoftank en een voetkoppeling.